# Nicolaas
Nicolaas komt van het Grieks nikè of νικη (= overwinning) en laos of λαος (= volk). In het algemeen betekent het dus overwinnaar bij het volk of bij iedereen geliefd.
Nicolaas is ook een heiligennaam. Sint-Nicolaas is alom bekend als dé grote kindervriend Sinterklaas, maar hij is ook de patroonheilige van de zeelieden en de vissers.

## Varianten
Van de voornaam Nicolaas zijn de volgende varianten afgeleid: Claas, Claes, Clasina, Cola, Colijn, Klaas, Klaus (Du.), Koletta (Du.), Miklós (Hu.),Laas, Nicholas (En.), Nick, Nico, Nicole (Fr., En.), Nicolette (Fr., En.), Nicoline (Fr.), Niels (Scand.), Nikita (Slav.), Niklaus (Du.), Niko, Nikos, Nikolaas, Nikola (Slav.), Niek, Niels, Lykle (Fries), Klaus (Du.), Klaasien, Klaasje, Klasina, Klaske, Nicolien, Nicolas (ook vrouwelijk), Nicholai, Николай (Rus.), Nicky

## Bekende dragers
- Sint-Nicolaas, bisschop van Myra, overleden omstreeks 350
- Nicolaas van Luxemburg (1322-1358), patriarch van Aquileja
- Nicolaas Verkolje (1673-1746), Nederlands kunstschilder
- Nicolaas I van Montenegro (1841-1921), vorst/vladika (1860-1910) en koning van het koninkrijk Montenegro (1910-1918)
- Paus Nicolaas I, II, III, IV en V en tegenpaus Nicolaas V
- Nicolaas I van Rusland (1796-1855), tsaar van het Russische Rijk (1825-1855), koning van Polen (1825-1831) en groothertog van Finland
- Nicolaas II van Rusland (1868-1918), laatste tsaar (keizer) van het Russische Rijk
- Nicolaas Michajlovitsj van Rusland (1859-1919), grootvorst van Rusland
- Nicolaas Nikolajevitsj van Rusland (1856-1929), grootvorst van Rusland en Russisch generaal in de Eerste Wereldoorlog
- Nicolaas Beets (1814-1903), Nederlands schrijver
- Nicolaas Copernicus (1473-1543), Pools sterrenkundige
- Nicolaas Meerburgh (1734-1814), Nederlands botanicus
- Nicolas Sarkozy (1955), ex-president van Frankrijk
- Prins Nicolas van België (2005), het tweede kind en eerste zoon van de Belgische prins Laurent en prinses Clair
- Nicolas Cage (1964), acteur
- diaken Nicolaas
- Nicolaas (Nick) van Santen (1999), Nederlandse ethicus, revolutionair in het nihilisme van de vrije geest